# Удель, Карл

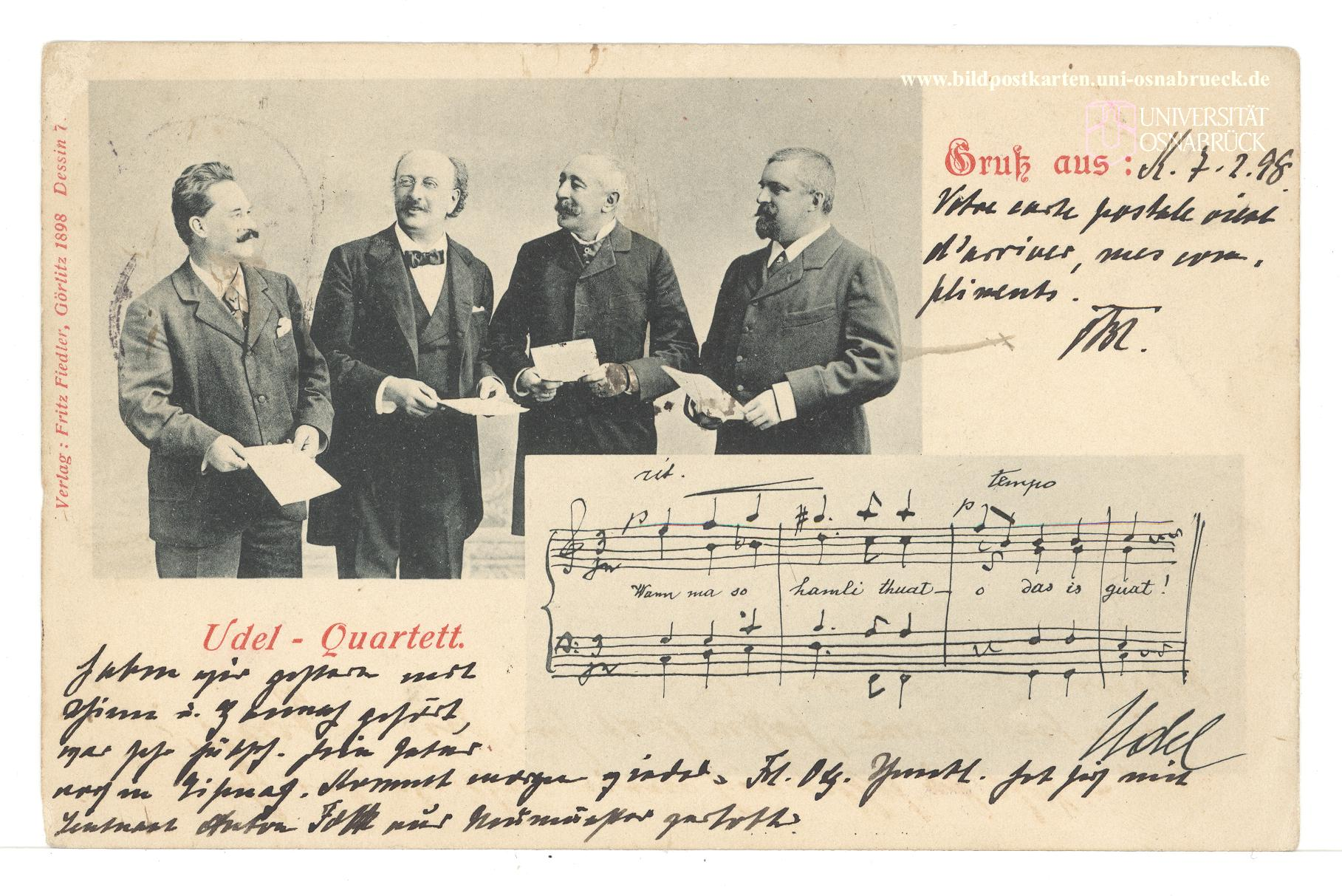
Вокальный квартет Уделя (открытка 1898 г.)

Карл Удель (нем. Karl Udel; 6 февраля 1844, Вараждин, ныне Хорватия — 27 января 1927, Вена) — австрийский виолончелист и музыкальный педагог.
В 1859 г. поступил в Венскую консерваторию, в класс скрипки Карла Хайслера, спустя год изменил инструмент и на протяжении последующих пяти лет учился у Карла Шлезингера. В 1867—1868 гг. первая виолончель Пештской оперы, затем вернулся в Вену: играл в оркестре одного из оперных театров и преподавал в консерватории (среди его учеников, в частности, был Франц Шмидт). В 1890-х гг. основал мужской вокальный квартет Уделя (нем. Udel-Quartett), предназначенный для высококвалифицированного исполнения лёгкого комического репертуара, близкого к варьете. Именем Уделя в 1938 г. названа улица в Вене (нем. Udelweg).